# Malgaszomyszowate
Malgaszomyszowate (Nesomyidae) – rodzina ssaków z nadrodziny myszowych (Muroidea) w rzędzie gryzoni (Rodentia). W przeszłości poszczególne klady były zaliczane do innych rodzin należących do Muroidea: chomikowatych (Cricetidae) i myszowatych (Muridae).

## Zasięg występowania
Rodzina obejmuje gatunki występujące w Afryce (włącznie z Madagaskarem).

## Systematyka
W obrębie rodziny Nesomyidae wyróżnia się 6 występujących współcześnie podrodzin:
- Nesomyinae Forsyth Major, 1897 – malgaszomyszy
- Petromyscinae A. Roberts, 1951 – skałomyszy
- Cricetomyinae A. Roberts, 1951 – wielkoszczury
- Dendromurinae G.M. Allen, 1939 – nadrzewniki

Opisano również podrodzinę wymarłą:
- Afrocricetodontinae Lavocat, 1973